# Kärrspira
Kärrspira (Pedicularis palustris L.) är en art i familjen snyltrotsväxter.

## Bekrivning
Kärrspira är i allmänhet tvåårig, men sällsynt förekommer den även ettårig. Den kan bli inemot halvmetern hög. Huvudarten, Vanlig kärrspira blommar maj – juli, ibland ännu senare.
Denna växt är mycket variabel, vilket lett till att utseendeskillnaderna mellan underarterna är diffus.
Blomman har två ungefär jämnlånga 2 cm läppar, där den övre är trubbig och hoptryckt från sidorna, så att den bara blir en liten springa. Underläppen är osymmetrisk, sned. Blommorna är placerade i toppen på stjälken samt längst ut på grenarna.
De parflikiga bladen dovt gröna eller skiftar i rödbrunt.

### Som värdväxt
Kärrspira är värdväxt för kärrspireblomvecklaren, vars larver livnär sig på blommans inre delar.

### Förväxlingsart

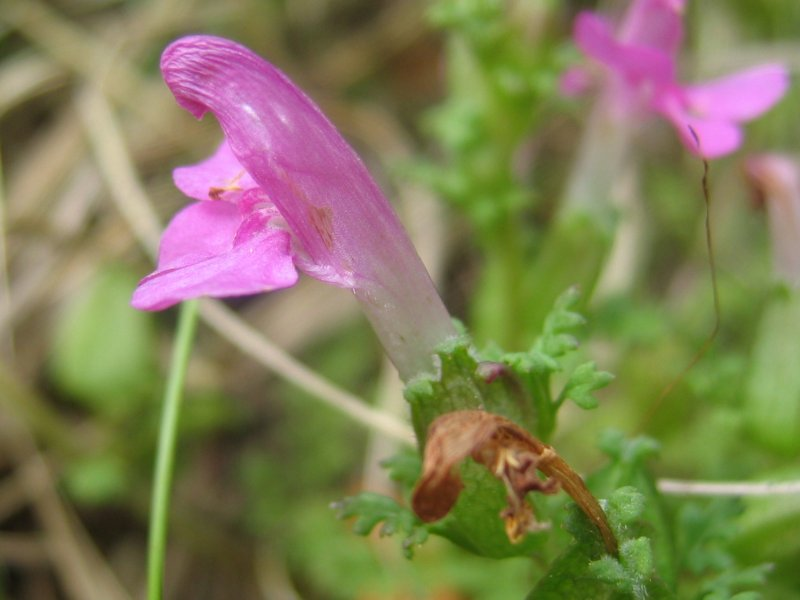
Granspira

Granspira, Pedicularis sylvatica har blommor som i någon mån liknar kärrspirans, men de är ljusare i färg. Granspirans stjälkar är också kortare än kärrspirans. Blomman skiljer sig från kärrspira genom att överläppen är klart längre än underläppen.

## Underarter
- Nordspira, P. borealis finns huvudsakligen norrut; söderut ej längre än Svealand.
- Höstspira, P. opsiantha är höstblommande augusti – september. Sällsynt, huvudsakligen sydlig.

## Habitat
Kärrspiran är en allmän ört i större delen av Europa och österut till Uralbergen och västra Sibirien, dock med undantag för Island och områdena närmast Medelhavet och Svarta havet. Den förekommer även som införd i östra Kanada.
I Sverige finns den hela vägen från Skåne till Torne lappmark i Övre Norrland.

### Utbredningskartor
- Norden
- Norra halvklotet

## Biotop
Allmänt våtmarker, såsom Kärr och myrar.

## Etymologi
Kärrspirans artepitet, palustris, har betydelsen "växande i kärr", av latin palus = kärr.

## Bygdemål
| Namn                                                   | Trakt          | Förklaring | Referens |
| ------------------------------------------------------ | -------------- | --- | -------- |
|                                                        |                | |          |
| Brun lusegräs                                          |                | Lus p.g.a. kärrspirans användning mot vägglöss. Krut är en försvenskning av tyska Kraut = ört.                                 | [ 1 ]    |
| Lusekrut                                               |                | |          |
|                                                        |                | |          |
| Gräsvarg                                               | Dalarna (Mora) | Lien blir snabbt slö av kärrspirans hårda stjälk. (Varg är ett gammalt uttryck för något som är dåligt; misslyckat.)           | [ 2 ]    |
| Lievarg(en)                                            | Närke, Småland | | [ 2 ]    |
|                                                        |                | |          |
| Kallgräs                                               | Uppland        | Trivs bäst i "kall jord", som förr avsåg fuktig mark. Kallgräs är i riksspråket även svenska namnet på Scheuchzeria palustris. | [ 3 ]    |
| Knekt, knektar                                         | Blekinge       | | [ 4 ]    |
| Ledgräs                                                |                | Ledsamt slå detta gräs | [ 5 ]    |
| Lekall                                                 | Dalsland       | | [ 2 ]    |
| _______________ Not Förr kallades även örter för gräs. |                | |          |